# Ranunculus makaluensis
Ranunculus makaluensis är en ranunkelväxtart som beskrevs av Y. Kadota. Ranunculus makaluensis ingår i släktet ranunkler, och familjen ranunkelväxter. Inga underarter finns listade i Catalogue of Life.